# 山东航空学院
山东航空学院，前称滨州学院，是一所位于中华人民共和国山东省滨州市的普通本科院校。

## 历史沿革
山东航空学院源于滨州师范专科学校。滨州师范专科学校成立于1958年；2000年，滨州教育学院、滨州广播电视大学并入。2004年，经教育部同意改建为滨州学院。该校于2012年通过本科评估成为山东省省属高校。2021年，获批硕士点，成为研究生培养院校。
2023年11月，教育部同意滨州学院更名为山东航空学院。
2024年，成为山东省博士学位授予立项建设单位（C类）。

## 教学单位
- 飞行学院
- 航空工程学院
- 机场学院
- 乘务学院
- 机电工程学院
- 电气工程学院
- 信息工程学院（计算机基础教学部）
- 建筑工程学院
- 化工与安全学院
- 生物与环境工程学院
- 经济管理学院
- 外国语学院（大学英语教学部）
- 理学院
- 马克思主义学院
- 艺术学院
- 体育学院（公共体育教学部）
- 人文学院
- 教师教育学院
- 继续教育学院[5]